# Tjørring Sogn
Tjørring Sogn er et sogn i Herning Nordre Provsti (Viborg Stift).
I 1800-tallet var Tjørring Sogn anneks til Snejbjerg Sogn. Begge sogne hørte til Hammerum Herred i Ringkøbing Amt. Snejbjerg-Tjørring sognekommune blev senere delt i to, og Tjørring blev indlemmet i Herning, mens den endnu var købstad. Snejbjerg blev indlemmet i Herning Kommune ved kommunalreformen i 1970, hvor begrebet købstad bortfaldt.
I Tjørring Sogn ligger Tjørring Kirke fra omkring 1100 og Baunekirken fra 1977.
I sognet findes følgende autoriserede stednavne:
- Bavnehøj (areal)
- Bjallerbæk (bebyggelse)
- Gildmose (bebyggelse)
- Sebbesande Plantage (areal)
- Sikær (bebyggelse)
- Sikær Bæk (vandareal)
- Smalbæk (vandareal)
- Tjørring (bebyggelse, ejerlav)
- Trælund (bebyggelse, ejerlav)
- Øster Tjørring (bebyggelse)